# Babják Annamária
Babják Annamária (Budapest, 1956. július 9. –) magyar színésznő.

## Életpályája
Kisdiákként a Csányi László és Botka Valéria által vezetett Magyar Rádió Gyermekkórusában énekelt. Kőbányán a Szent László Gimnáziumban érettségizett. A Kosztolányi Versmondó Stúdióban végzett 1986-ban. ORI vizsgán szerzett előadóművészi végzettséget, színész I. diplomáját a Holdvilág Kamaraszínház Molière: A fösvény című előadásán kapta meg. 1996-ban végzett Pártos Géza mesterkurzusán. 
1995-től a  Ruttkai Éva Színházban, 1997-től a Polgári Kézműves Színkörben szerepelt. 1998-tól a Holdvilág Kamaraszínháznak volt tagja. 
Több helyen játszik (Uray György Színház; Karinthy Színház; Fedák Sári Színház). Tanítással is foglalkozik, színjátszó stúdiót vezet.

## Fontosabb színházi szerepei
- Grimm fivérek - Solti Gábor: Hamupipőke...Hamupipőke; Jó tündér; Mostoha
- Grimm fivérek: Holle anyó...Holle anyó
- Grimm fivérek: Jancsi és Juliska..Nagymama
- Grimm fivérek: Hófehérke és a hét törpe...Királynő (Hófehérke mostohája)
- Solti Gábor: Piroska és a farkasok...Nagymama
- Móra Ferenc: Kincskereső kisködmön...Anya
- Samuel Beckett: Ó, azok a szép napok...Winnie (Merlin Színház)
- Luigi Pirandello: Hat szerep keres egy szerzőt... Madame
- Miguel de Cervantes - Gabriel García Márquez - Oscar Wilde - Gyurkó László: Don Quijote-variációk... Emerencia
- Molière: A fösvény...Fruzsina
- Molière: A képzelt beteg avagy a hipochonder...reklámarc
- Vörösmarty Mihály: Csongor és Tünde...Éj hangja
- Örkény István: Tóték... Tótné
- Maurice Maeterlinck: A kék madár...Berlingot-né, Berylune Tündér, Éj
- Jevgenyij Lvovics Svarc: Hókirálynő...Hókirálynő
- Arisztophanész: Nőuralom...Klenarété (Tác - Gorsium Szabadtéri Múzeum, Régészeti Park)
- Arisztophanész: A nők ünnepe... Penia (Tác - Ludi Romani nyári játékok)
- Kao Hszing-Csien: A buszmegálló... Családanya
- Gyurkó László: Don Quijote - Variációk...Emerencia (a főbérlőnő)
- Vojnich Iván: Anti-Pygmalion...Mami (később mammy, Júlia anyja)
- Pruzsinszky Sándor: Archivatal...Riporter (a tévéből)
- L. Frank Baum: Óz! Varázsló...Szomszédasszony (Nyugati boszorkány)
- Hans Sachs: Bolondtalanítás...Duci (Uray György Színház)
- Mark Twain: Tom Sawyer kalandjai...Polly néni (Karinthy Színház)
- Mark Twain: Huckleberry Finn...Sally néni (Karinthy Színház)
- Georges Feydeau: A hülyéje...Maggie
- Leonard Gershe: A pillangók szabadok...Anya
- Béres Melinda: Széllelbélelt mesék... szereplő
- Malgot István - Gyergyai Albert: Árgyélus királyfi... Szipike királynő; Szipó boszorkány
- Hab, csók... meg egy kis habcsók... ... szereplő
- ...A fasorba megyünk! ... szereplő
- Ma este babám... ... szereplő

## Önálló estek
- Magyar költők műveiből

## Filmek, tv
- Családi Titkok
- Hacktion: Újratöltve (sorozat) A diagnózis című rész (2013)... Réka
- Vénusz, vezess! (2014)
- Oltári csajok (sorozat, 2017)
- Mintaapák (sorozat, 2019, 2021)
- A mi kis falunk (sorozat, 2020)
- Pesti balhé (film, 2020)
- Doktor Balaton (sorozat, 2022)
- Csepp barát  (sorozat, 2022)